# Antranokarany
Anorotsangana is een plaats in Madagaskar gelegen in de regio Diana. In 2001 telde de plaats bij de volkstelling 7221 inwoners.
In de plaats is basisonderwijs beschikbaar. 96 % van de bevolking is landbouwer. Er wordt met name koffie verbouwd, maar cacao en rijst komen ook voor. 1% van de bevolking is werkzaam in de dienstensector en ten slotte voorziet 3% van de bevolking zich via visserij in levensonderhoud.